# Peter Phillips
Peter Mark Andrew Phillips (ur. 15 listopada 1977 w Londynie) – potomek brytyjskiej rodziny królewskiej, syn Marka Phillipsa i Anny, księżniczki królewskiej. Znajduje się w linii sukcesji brytyjskiego tronu.
Poprzez Jana Wilhelma Friso, księcia Oranii, jest spokrewniony ze wszystkimi rodzinami królewskimi i książęcymi panującymi w Europie. Od urodzenia nie nosi tytułów szlacheckich, zgodnie z życzeniem swoich rodziców. Formalnie nie jest członkiem brytyjskiej rodziny królewskiej i wobec tego nie ma obowiązku reprezentowania monarchy w oficjalnych wystąpieniach.
W latach 2008–2021 był mężem Autumn Kelly, z którą ma dwoje dzieci: Savannah Phillips (ur. 2010) i Islę Phillips (ur. 2012).

## Powiązania rodzinne
Urodził się 16 listopada 1977 w St. Mary’s Hospital w Londynie. Jego rodzicami są Mark Phillips, brytyjski mistrz olimpijski w jeździectwie, i Anna, księżniczka królewska. Jego dziadkami są major Peter Phillips i jego żona, Anne Phillips z domu Tiarks (ze strony ojca) oraz Filip, książę Edynburga, potomek greckiej i duńskiej rodziny królewskiej i jego żona, Elżbieta II, królowa Zjednoczonego Królestwa z dynastii Windsorów (ze strony matki). Ma młodszą siostrę, Zarę oraz dwie młodsze przyrodnie siostry z innych relacji ojca: Felicity Tonkin i Stephanie Phillips.
Jest pierwszym wnukiem brytyjskiego monarchy od ponad 500 lat, który nie otrzymał żadnego tytułu szlacheckiego. Nosi imiona Piotr (po dziadku ze strony ojca), Marek (po ojcu) i Andrzej (po wuju ze strony matki). Został ochrzczony w kościele anglikańskim w Pokoju Muzycznym Pałacu Buckingham dnia 22 grudnia 1977. Jego rodzicami chrzestnymi zostali: książę Walii (jego wuj), biskup Geoffrey Tiarks, kapitan Hamish Lochore, lady Cecil Cameron of Lochie i Jane Holderness-Roddam.

### Edukacja
11 lipca 2000 ukończył studia na Uniwersytecie Exetera na kierunku nauki sportowe.

## Kariera zawodowa
Do 2010 pracował w Royal Bank of Scotland w Hongkongu.

## Związki z rodziną królewską
Formalnie nie jest członkiem rodziny królewskiej. Nie nosi tytułów szlacheckich, zgodnie z życzeniem rodziców, którzy odmówili przyjęcia takiego tytułu od królowej Elżbiety przed swoim ślubem. Od urodzenia wpisany jest do linii sukcesji brytyjskiego tronu.
Po raz pierwszy wystąpił publicznie w czerwcu 1984 w obchodach urodzin królowej, znanych pod nazwą Trooping the Colour. Z uwagi na zainteresowania swoich rodziców, regularnie pojawiał się na widowni wyścigów jeździeckich.
W sierpniu 1985 brał udział w wizycie do Zamku Mey w Szkocji.
We wrześniu 2014 w Londynie razem z członkami rodziny królewskiej wystąpił podczas Invictus Games, rozgrywek sportowych organizowanych przez jego ciotecznego brata, księcia Henryka, dla inwalidów wojennych.
W styczniu 2020 wywołał kontrowersje, biorąc udział w reklamie mleka dla chińskiej telewizji, w której został przedstawiony jako członek brytyjskiej rodziny królewskiej.
W kwietniu 2021 w Windsorze szedł w kondukcie pogrzebowym za trumną dziadka, księcia Edynburga pomiędzy swoimi kuzynami, księciem Cambridge i księciem Sussexu. Ustawienie mężczyzn było komentowane w mediach – sugerowano, że Phillips miał w ten sposób rozdzielić skłóconych ze sobą braci. Miejsce w środku przysługiwało mu jednak ze względu na fakt bycia najstarszym z wnuków księcia Filipa.
8 września 2022 w zamku Balmoral zmarła babka Petera, królowa Elżbieta II. Nowym monarchą został jego wuj, Karol. 17 września w Westminster Hall w Londynie Phillips wziął udział w historycznym czuwaniu wnucząt przy trumnie królowej. 19 września razem z córkami uczestniczył w państwowym pogrzebie monarchini w opactwie westminsterskim. 6 maja 2023 był gościem ceremonii koronacji swojego wuja na króla Zjednoczonego Królestwa. Wziął również udział w koncercie koronacyjnym, w czasie którego towarzyszyła mu partnerka, Lindsay Wallace i córki.
W marcu 2024 udzielił wywiadu dla Sky News Australia, w czasie którego odniósł się m.in. do choroby nowotworowej króla i księżnej Walii oraz do ostatnich dni życia królowej Elżbiety.

## Życie prywatne
W 2003 podczas Montreal Grand Prix poznał Autumn Kelly (ur. 3 maja 1978 w Montrealu), córkę Briana i Kathleen Kelly. Kobieta dopiero po sześciu tygodniach dowiedziała się, że spotyka się z wnukiem królowej Elżbiety II. Następnie przeprowadziła się do Anglii, gdzie zamieszkała z Phillipsem.
Zaręczyny pary ogłoszono 28 lipca 2007 za pośrednictwem biura Pałacu Buckingham. Kelly, ochrzczona w Kościele katolickim, dokonała konwersji na anglikanizm, aby jej przyszły mąż mógł utrzymać miejsce w linii sukcesji brytyjskiego tronu, w tym czasie bowiem Act of Settlement odsuwał od dziedziczenia tronu osoby, które poślubiły katolików. Ceremonia zaślubin miała miejsce 30 kwietnia 2008 w Kaplicy Świętego Jerzego na Zamku Windsor, a przewodniczył jej dziekan kapituły Windsoru, David Conner. Phillips jest pierwszym wnukiem królowej, który wstąpił w związek małżeński. Uroczystość relacjonował w specjalnym wydaniu magazyn „Hello!”, za co para otrzymała 500 tys. funtów. Małżonkowie przejechali przez teren posiadłości bryczką, a następnie uczestniczyli w przyjęciu weselnym we Frogmore Cottage. Była to pierwsza okazja, w czasie której Katarzyna Middleton (późniejsza księżna Cambridge) reprezentowała samodzielnie swojego ówczesnego partnera, księcia Wilhelma, w oficjalnym wydarzeniu.
Do 2010 mieszkali w Hongkongu, następnie zamieszkali w Gloucestershire.
9 lipca 2010 rzecznik rodziny poinformował, że Autumn Phillips jest w ciąży. 29 grudnia w Gloucestershire Royal Hospital w Gloucester urodziła się ich córka, a jednocześnie pierwsza prawnuczka królowej Elżbiety II, która otrzymała imiona Savannah Anne Kathleen. Dziewczynka została ochrzczona w Kościele anglikańskim 23 kwietnia 2011 w prywatnej ceremonii w Holy Cross Church w Avening.
17 listopada 2011 rodzina królewska potwierdziła, że para spodziewa się narodzin swojego drugiego dziecka. 29 marca 2012 w Gloucestershire Royal Hospital w Gloucester przyszła na świat ich druga córka, która otrzymała imiona Isla Elizabeth.
11 lutego 2020 Pałac Buckingham wydał oświadczenie, w którym potwierdził, że Peter i Autumn Phillips pozostają w separacji od 2019. Rodzina zamieszkała w Gloucestershire. 14 czerwca 2021 poinformowano o uzyskaniu rozwodu przez małżonków.
Od 2020 do kwietnia 2024 jego partnerką była Lindsay Wallace z domu Steven, która przynajmniej do 2022 nadal pozostawała w związku małżeńskim. W styczniu 2022 kobieta została przedstawiona królowej Elżbiecie II.
W maju 2024 po raz pierwszy w publicznym wydarzeniu towarzyszyła mu Harriet Sperling, pielęgniarka NHS i pisarka. W czerwcu 2025 roku para pojawiła się oficjalnie razem na Royal Ascot. 1 sierpnia 2025 roku ogłoszono, że Phillips zaręczył się ze Sperling.